# Região Geográfica Imediata de Franca
A Região Geográfica Imediata de Franca é uma das 53 regiões imediatas do estado brasileiro de São Paulo, uma das cinco regiões imediatas que compõem a Região Geográfica Intermediária de Ribeirão Preto e uma das 509 regiões imediatas no Brasil, criadas pelo IBGE em 2017.
É composta por 10 municípios, tendo uma população estimada pelo IBGE para 1.º de julho de 2017, de 420 795 habitantes e uma área total de 3 442,988 km².

## Municípios
Fonte: IBGE – Cidades
| Município              | População Estimada (2017) | Área (km²) |
| ---------------------- | ------------------------- | ---------- |
| Cristais Paulista      | 8 424                     | 385.23     |
| Franca                 | 347 237                   | 605.679    |
| Itirapuã               | 6 405                     | 161.118    |
| Jeriquara              | 3 202                     | 141.971    |
| Patrocínio Paulista    | 14 351                    | 602.848    |
| Pedregulho             | 16 645                    | 712.604    |
| Restinga               | 7 384                     | 245.746    |
| Ribeirão Corrente      | 4 644                     | 148.332    |
| Rifaina                | 3 618                     | 162.508    |
| São José da Bela Vista | 8 885                     | 276.952    |
| Total                  | 420 795                   | 385,23     |